# Madonna Nera

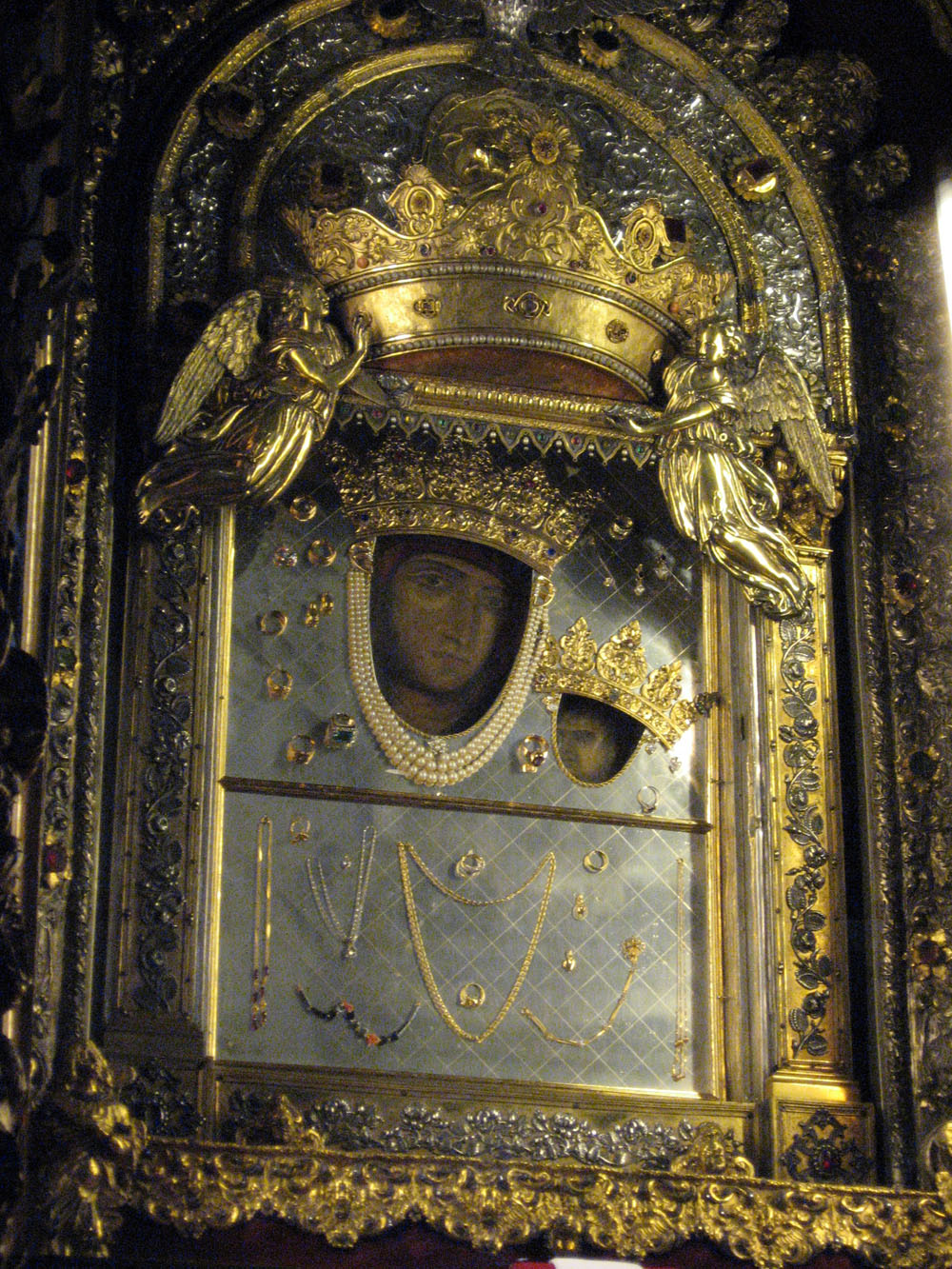
L'icona della Madonna di san Luca, a Bologna

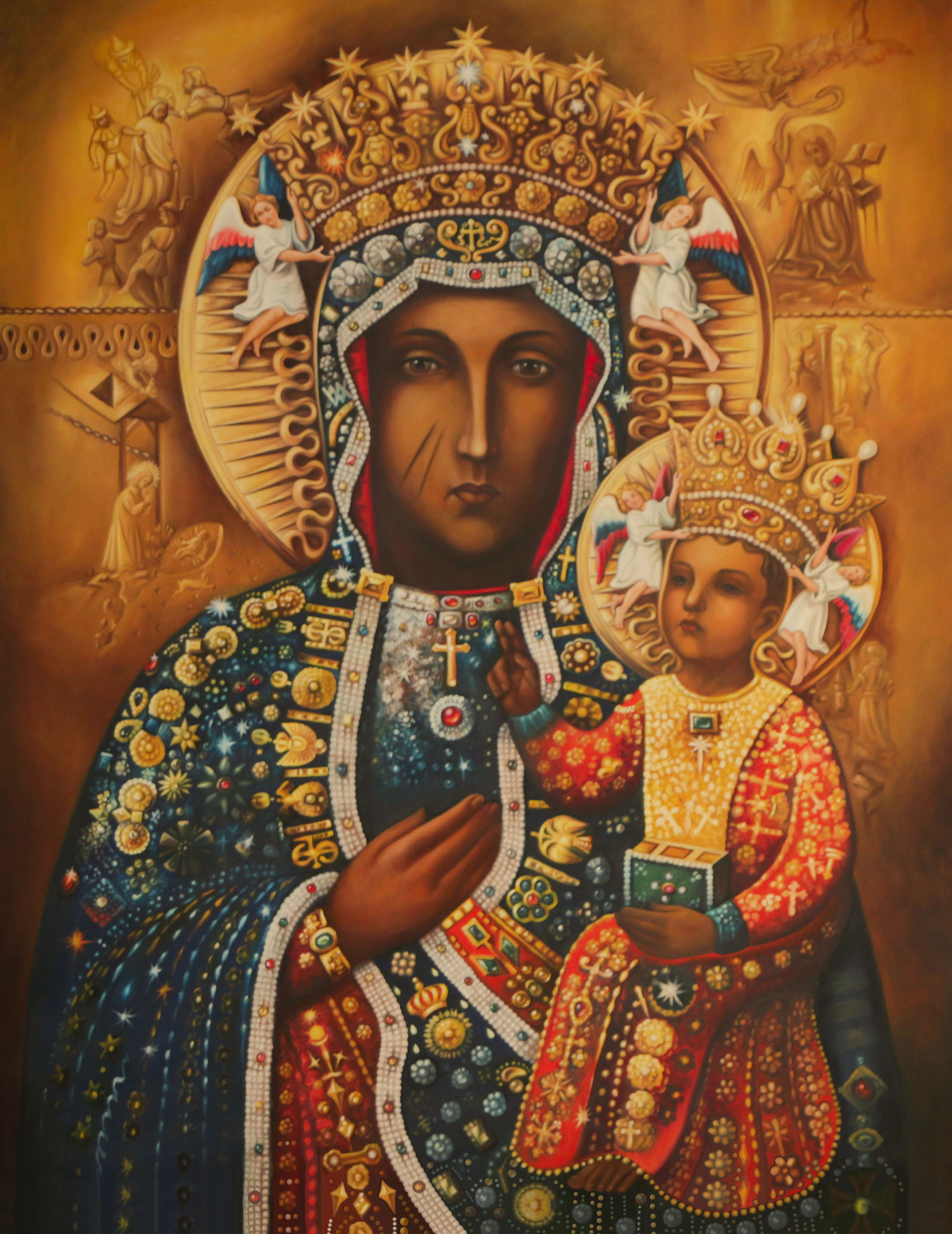
La Madonna Nera di Częstochowa.

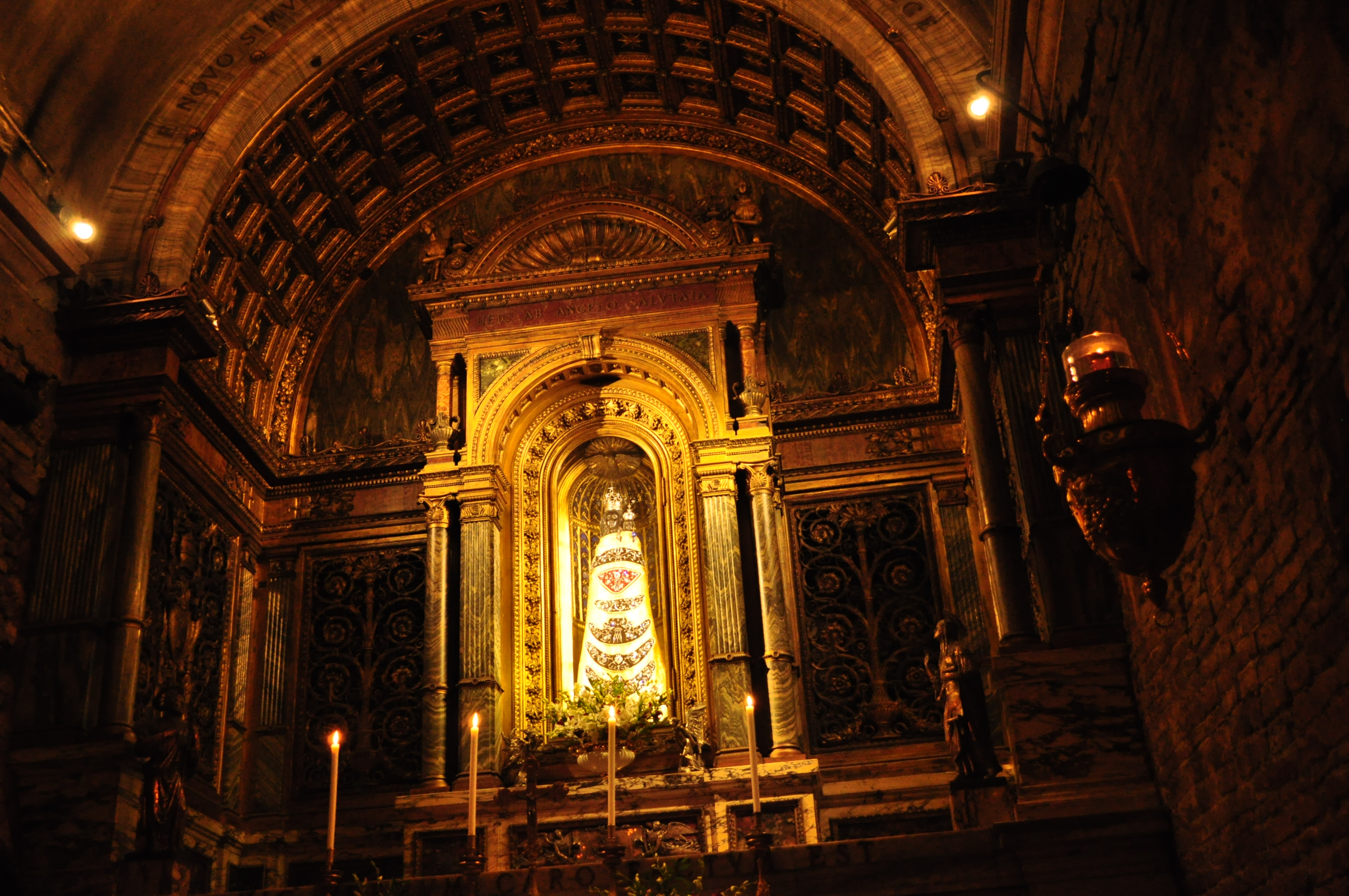
La Madonna di Loreto.

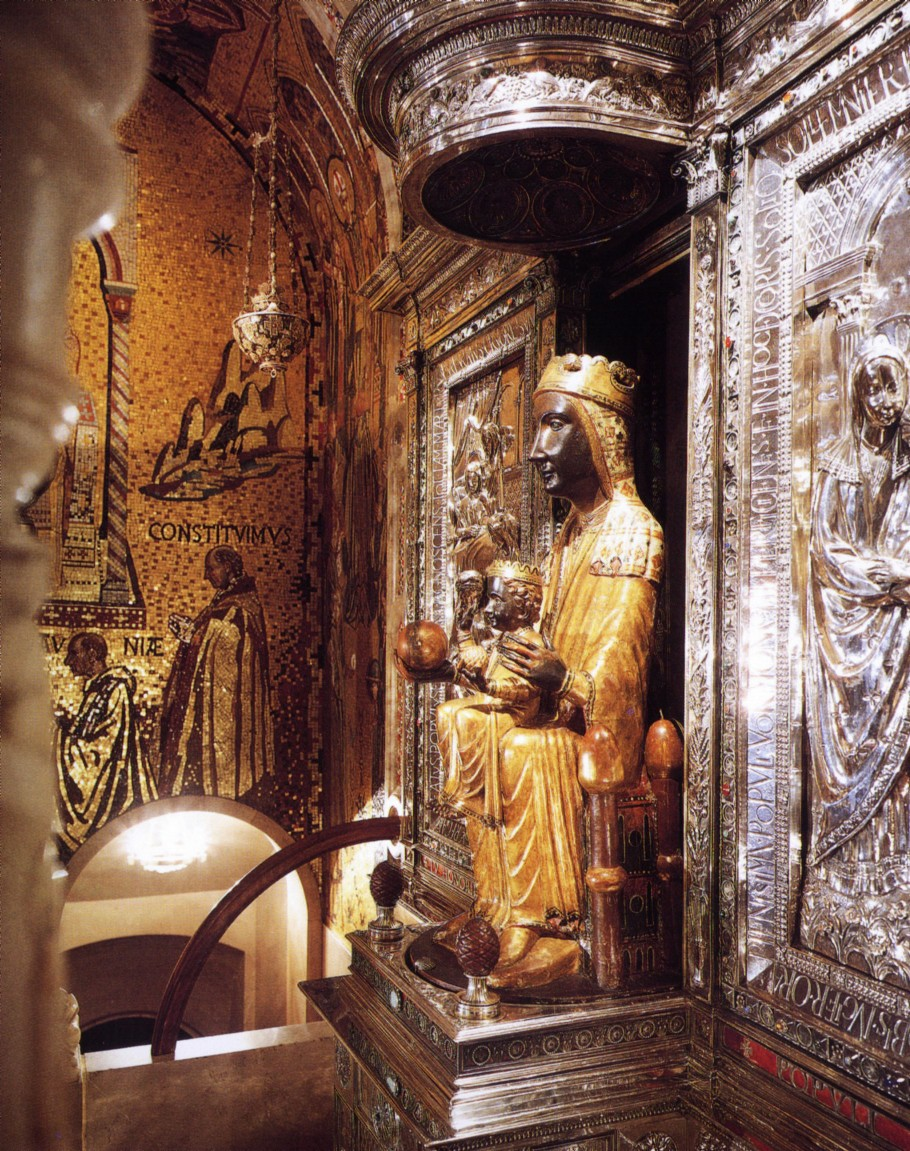
La Madre di Dio di Montserrat (Catalogna)

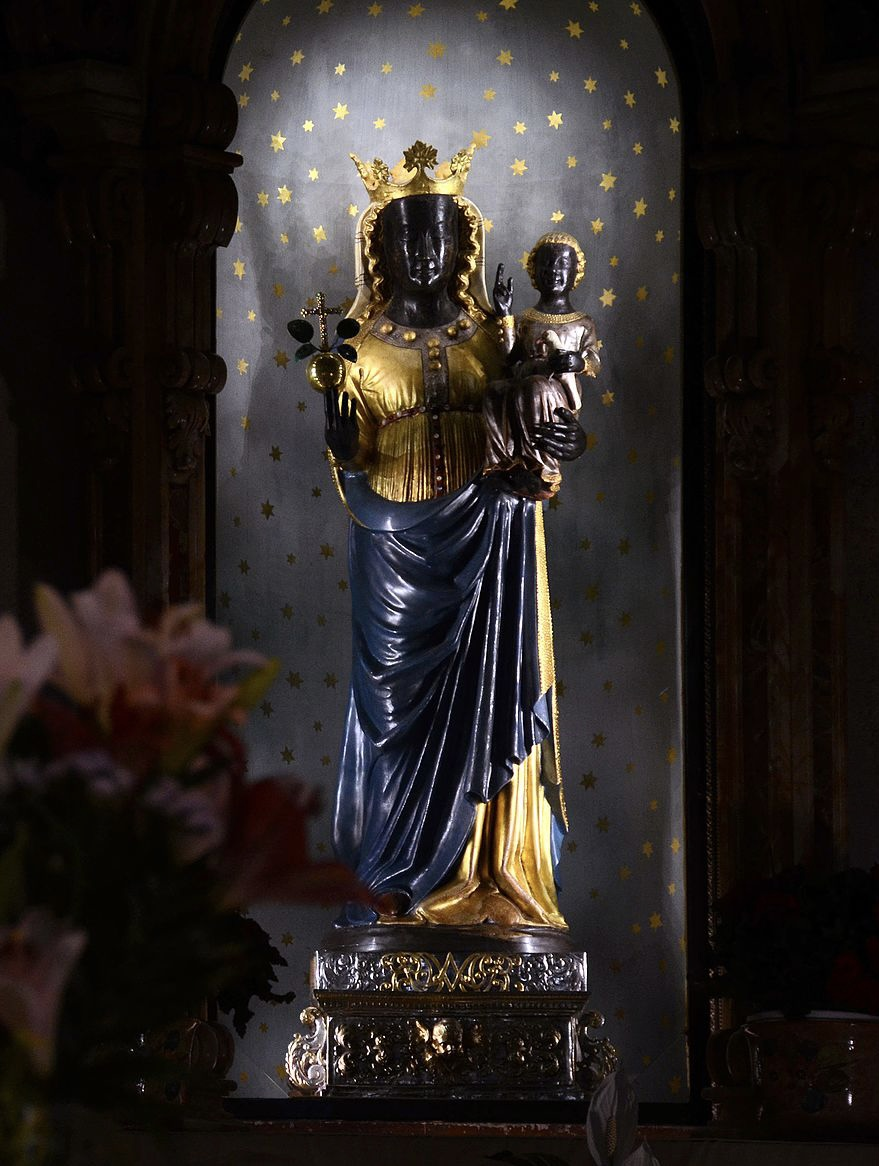
La Madonna Nera di Oropa

Una Madonna Nera è una rappresentazione iconografica (dipinto o scultura), tipica dell'iconografia cristiana, della Vergine Maria, eventualmente accompagnata dal Bambino Gesù, il cui volto ha un colorito scuro, se non proprio nero. Le “Madonne nere” sono molto diffuse. Ci sono diverse centinaia di Madonne nere in luoghi pubblici di culto in Italia, Francia, Polonia, Spagna e in molte altre nazioni.
Molte di queste Madonne sono famose, come la Madonna di Loreto (presso Ancona), la Madonna Nera all'interno del Santuario di Oropa (presso Oropa, località del Comune di Biella), la Madonna di Viggiano (presso Potenza), quella di Tindari presso Patti (Messina), la Madonna dei Poveri presso Seminara (Reggio Calabria) , quella di Częstochowa in Polonia, quella di Montserrat in Catalogna, la Vergine della Candelaria di Tenerife, patrona delle Canarie, o ancora la Madonna di Einsiedeln, nel Canton Svitto (Svizzera). Molti santuari di Madonne nere, però, sono repliche di culti più antichi e famosi. Nell'Italia meridionale, ad esempio, sono molto diffuse le icone di Santa Maria di Costantinopoli. Il numero dei culti originari è quindi più ridotto.

## Interpretazioni e origini
In alcuni casi l'origine del colore scuro è semplice:
- Il colore del volto è stato alterato dal fumo (delle candele o di un incendio) o dall'alterazione dei pigmenti a base di piombo della pittura (è questo, ad esempio, il caso della Madonna di Montserrat in Catalogna);
- Le caratteristiche fisionomiche del volto fanno capire che il colore scuro è dovuto a un adattamento ai caratteri somatici di popolazioni non europee (è il caso di molte madonne africane e di Nostra Signora di Guadalupe in Messico).
- La carnagione ocra, più o meno scura, delle icone bizantine (molto diffuse nell'Italia meridionale e nell'Europa orientale) nasce da una precisa scelta stilistica e teologica di non rappresentare i personaggi sacri (non solo la Madonna, ma anche i Santi e Cristo stesso) come corpi naturali nello spazio fisico, ma come evocazioni spirituali (vedi iconografia cristiana delle origini).
- La finitura in foglia argento di micro spessore si è ossidata nel tempo, lasciando la superficie nera.
- L'iconografia originale identificava la dea Iside e la statua era nera in quanto la dea rappresentava la notte che partoriva l'alba, cioè il Dio sole. Successivamente, con la diffusione del cristianesimo, si è avuta un'identificazione del culto isiaco con quello mariano.

In altri casi il valore simbolico dei loro volti scuri resta sconosciuto per il più e misterioso anche per gli esperti, lasciando spazio a diverse opzioni. Solo in rari casi l'indagine scientifica sul simulacro fornisce indicazioni utili: nel corso dei secoli, infatti, molte immagini sono state ridipinte più volte, alterate radicalmente nel corso di restauri o addirittura totalmente rimpiazzate o per il loro deperimento o per la perdita totale a causa di inondazioni, alluvioni o furti. Il culto, in genere, sembra essere molto più antico della documentazione a noi pervenuta, costringendo lo storico a cercare di fornire una valutazione critica del possibile contenuto di verità presente in resoconti leggendari.

### Legami con l'Oriente
Qualunque ne sia stata la valenza simbolica, la finalità evangelica o la giustificazione teologica, la diffusione in occidente di immagini di Madonne nere è molto antica ed è spesso associata a legami con l'Oriente. Secondo la leggenda il presule sardo sant'Eusebio di Vercelli, primo vescovo del Piemonte, esiliato in Cappadocia per le persecuzioni ariane, avrebbe portato in Italia (345) due statue di Madonne nere, tuttora venerate rispettivamente nei santuari di Oropa e di Crea, in Piemonte. Quella di Crea, si è però rivelata originariamente bianca dopo essere stata sottoposta a restauri). Molte icone bizantine, inoltre, hanno il volto scuro: dal 438 la più importante icona di Costantinopoli era la Odighitria, una Madonna scura di cui erano state portate copie anche in Occidente. Molte altre icone bizantine furono portate in Italia durante il predominio dell'iconoclastia.
La diffusione e il culto delle Madonne nere in occidente sembrano essere stati particolarmente intensi all'epoca delle crociate, sia perché diversi crociati portarono in patria icone orientali, sia per l'azione di alcuni ordini religiosi (carmelitani e francescani in primis, molto attivi anche in Terrasanta e Siria) o cavallereschi (soprattutto quello dei templari, che disponevano di proprie chiese nelle principali città europee). I templari e gli altri ordini cavallereschi erano legati alla figura di san Bernardo di Chiaravalle, che predicò la seconda crociata. 

#### San Bernardo e l'allusione biblica della Madonna nera
San Bernardo scrisse un commento al Cantico dei Cantici, in cui la sposa nigra sed formosa (Ct 1, 5) principale personaggio del libro, è considerata una delle figure femminili dell'Antico Testamento che possono essere interpretate come profezie della Vergine. Il colore scuro di alcune statue potrebbe essere stato scelto per identificare la Madonna con la donna del Cantico dei Cantici (vv. 5 e 6: “bruciata dal sole”, “scura come le tende dei beduini”). La predicazione di san Bernardo, quindi, potrebbe essere una delle cause della diffusione delle Madonne nere.

### Le Madonne di San Luca
Un altro importante indizio è il fatto che molte Madonne nere sono attribuite - senza alcun fondamento storico o artistico - a san Luca (ciò vale sia per la famosa Odighitria sia per quelle di Częstochowa, Oropa e Crea, sopracitate, sia per altre, che sono a Roma, Gerusalemme, Madrid, Malta, Frisinga (Baviera), Bologna, Bari, Padova, ecc.). Dato che tradizionalmente l'evangelista Luca è indicato come medico, il riferimento a san Luca pittore viene oggi interpretato come un possibile rimando ad alcune parole del vangelo secondo Luca, pronunciate da Simeone in occasione della presentazione al Tempio. Egli preannuncia la Passione, dicendo: “Quanto a te, Maria, il dolore ti colpirà come colpisce una spada” (Luca, 2, 35). Il volto nero delle "Madonne di San Luca" indica simbolicamente che sono "Madonne addolorate". Alternativamente l'attribuzione all'evangelista può essere stato un modo di rivendicare l'antichità dell'immagine e la sua fedeltà (cfr. iconografia cristiana delle origini).

### La diffusione in America Latina
Il culto della Madonna nera ha avuto una grande diffusione a seguito di due eventi fortuiti, due naufragi che fecero approdare rispettivamente a Cagliari e a Tenerife una statua della Madonna nera. Nacque così a Cagliari il culto di Santa Maria di Bonaria, che divenne patrona di tutte le navi spagnole (la Sardegna era allora catalana). Da lei prese nome anche la città di Buenos Aires, capitale dell'Argentina. Madonna di Oropa, patrona di Lomas del Mirador, Argentina. A Tenerife invece la statua sarebbe stata adorata dai pagani Guanci e favorì la loro conversione al Cristianesimo. La Virgen de Candelaria divenne patrona delle Canarie, oltre che di Tenerife, ultimo porto prima della traversata atlantica, e ciò favorì la nascita di santuari analoghi (ad esempio quello di Copacabana) in tutta l'America Latina.

### Il ruolo della Controriforma
Monique Scheer ha posto l'attenzione sull'importanza e sul significato attribuito al colore nero della Madonna in diverse epoche con particolare riferimento alla Germania. Prima della controriforma il colore delle immagini sembra non essere neppure percepito come rilevante né dai fedeli né dai teologi. La controriforma, invece, ha valorizzato il colore nero come segno dell'antichità del culto mariano, in opposizione alle obiezioni protestanti.
Solo verso la fine dell'Ottocento il nero è stato percepito come un attributo razziale e perciò fonte di disturbo. Nasce allora, 
anche da parte di teologi, il negazionismo cioè l'attribuzione del colore scuro solo a fattori fisici, che avrebbero alterato il colore originariamente chiaro delle immagini. In precedenza il fatto che la Madonna potesse avere un colorito scuro (così come scuro è il volto di Gesù sulla Veronica) non costituiva problema o veniva facilmente interpretato, ricordandone il significato simbolico. In un'importante predica del 1729, citata da Monique Scheer, si ricorda: «Chi non sa che il colore nero è sempre stato considerato una metafora, segno di tristezza, dolore e orrore?». L'atteggiamento dei fedeli, invece, era forse quello esemplificato da una curiosa lettera di Karl Marx alla moglie nel 1856: «Per quanto brutto sia il tuo ritratto, mi serve per il migliore degli scopi ed ora capisco perfino come mai le madonne nere, i più offensivi ritratti della divina madre, possano trovare una venerazione indistruttibile e perfino più veneratori di quanti ne hanno i bei ritratti».

## Madonne nere nel mondo
Alcune fra le più note chiese dove si venera un'immagine della Madonna Nera sono:

### Belgio

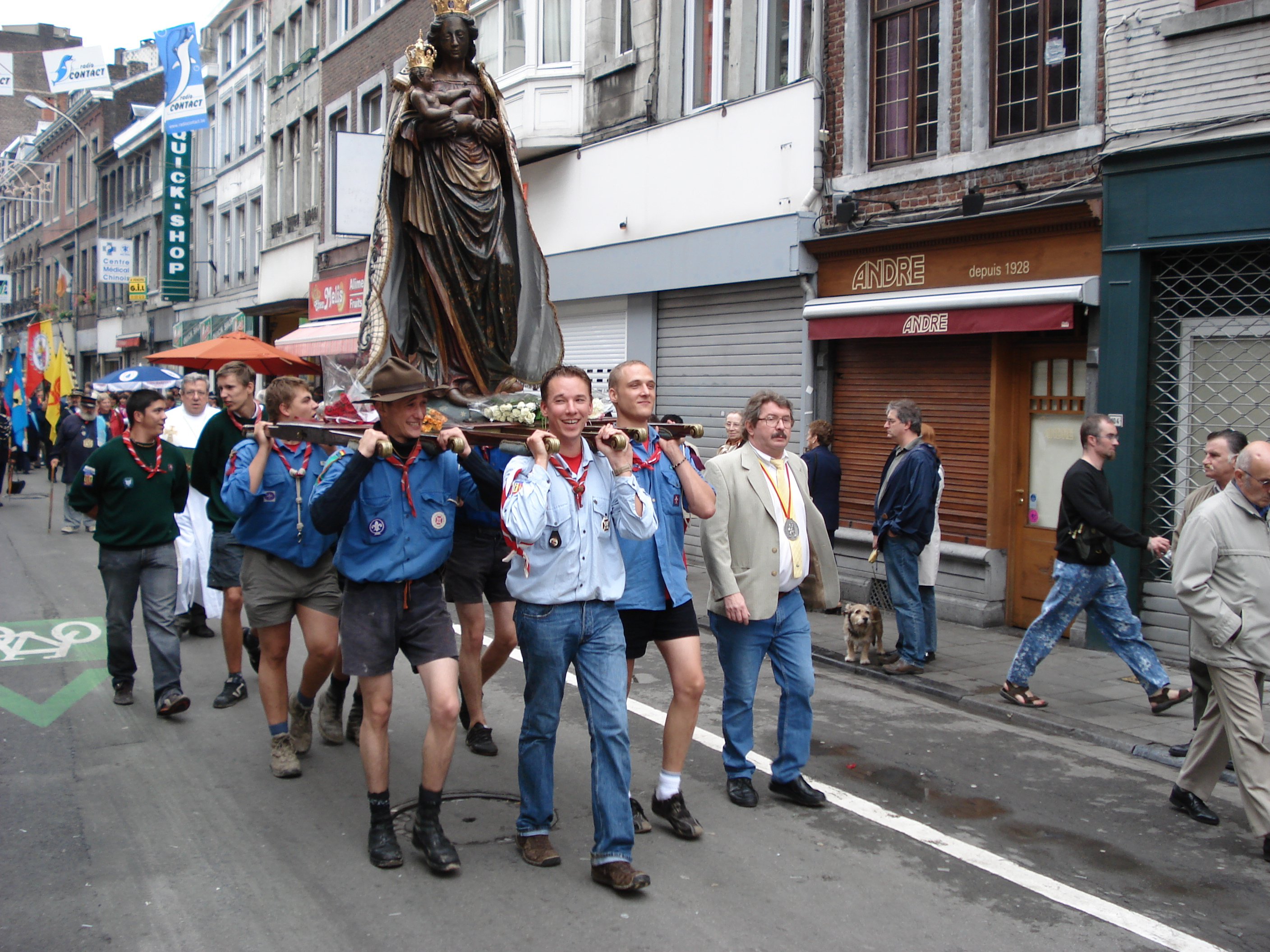
La Madonna Nera di Outremeuse (Liegi)

- Nostra Signora di Regla in Spagna (Moeder van Regula van Spaignen), Bruges (culto della Virgen de Regla di Chipiona in Spagna)
- Cappella della Madonna Nera, Maillen (Assesse)
- Nostra Signora delle Fiandre, Tournai
- Cattedrale di Nostra Signora, Halle
- La "Vierge noire d'Outremeuse", Liegi

### Brasile
- Nostra Signora di Aparecida al Santuário di  Aparecida di São Paulo

### Costa Rica
- Nuestra Señora de los Ángeles, (La Negrita), Cartago (piccola statua in pietra scura risalente al 1635)

### Croazia
- Donji Kraljevec, Regione del Međimurje

### Filippine
- Our Lady of Guadalupe - Patrona secondaria delle Filippine
- Our Lady of Rule (Virgen Maria de (la) Regla) - Lapu-Lapu City (Opon), Cebu

(e molte altre)

### Francia

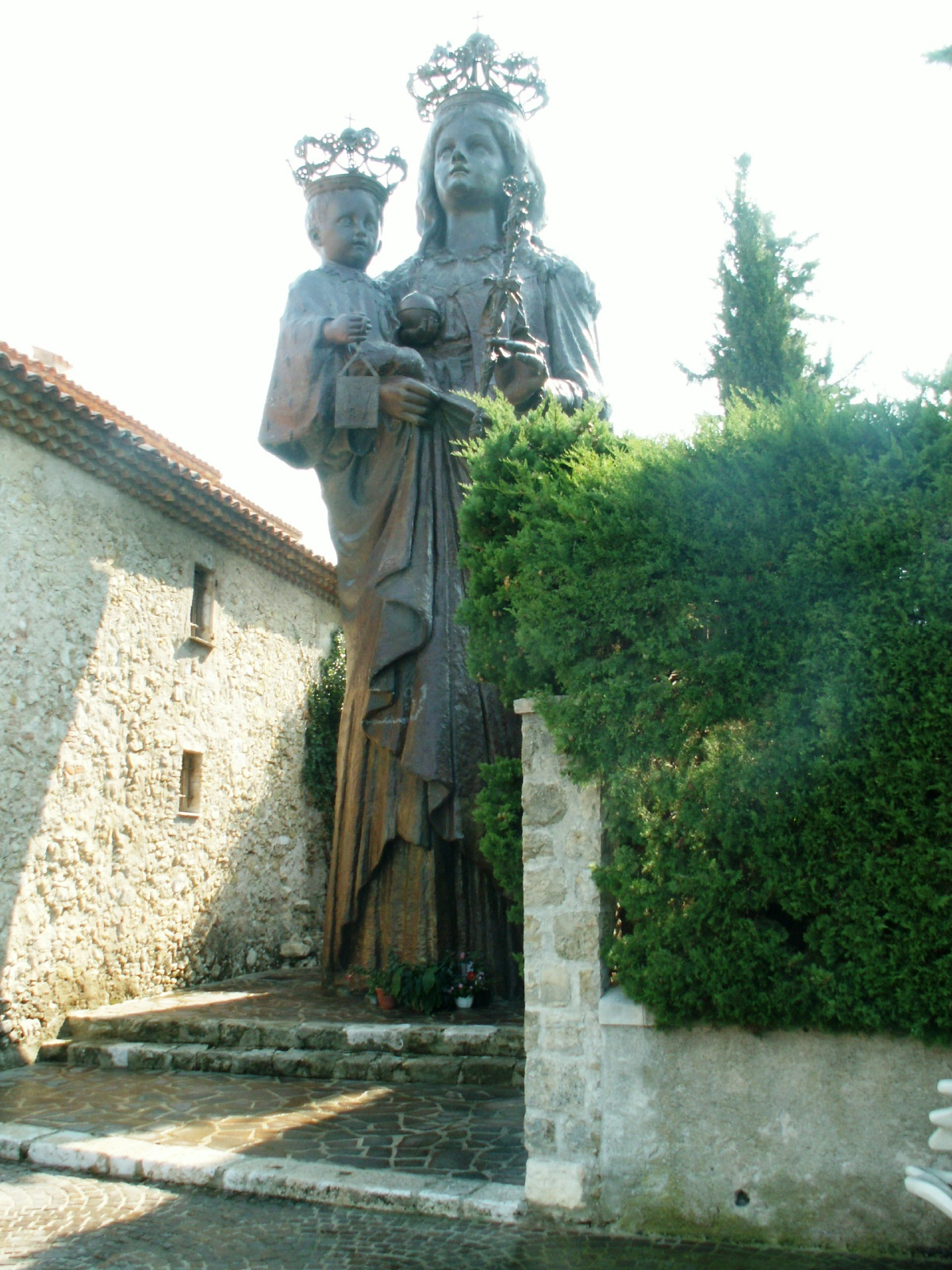
La Madonna nera di Saint-Jean-Cap-Ferrat

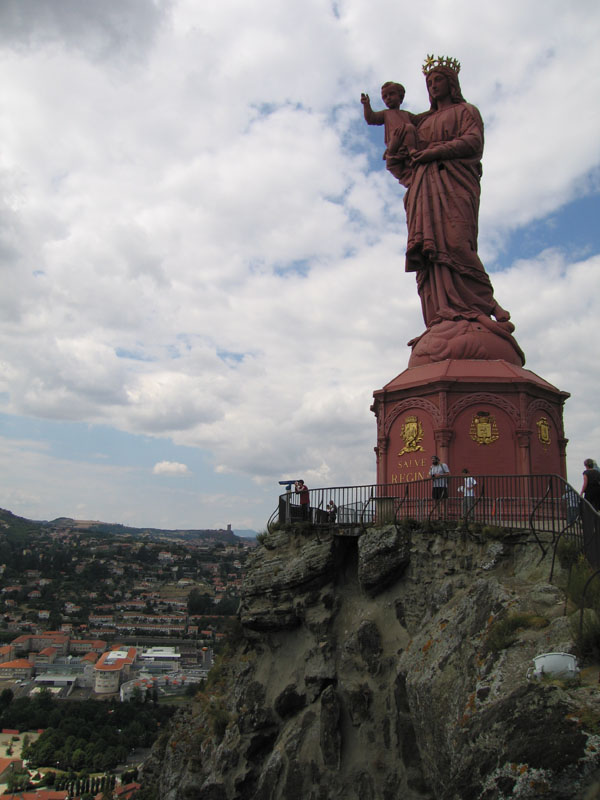
La Madonna di Puy-en-Velay presso il Rocher Corneille

Delle 180 immagini francesi le più celebri sono:
- la Vierge noire di Saint-Jean-Cap-Ferrat, Costa Azzurra, statua bronzea della Madonna col Bambino, alta 11 metri
- la Vierge noire di Rocamadour
- la Vierge noire della cattedrale di Chartres, Eure-et-Loir
- la Vierge noire di Notre-Dame di Puy-en-Velay, Alta Loira, bruciata dalla rivoluzione. All'esterno della Chiesa, presso il Rocher Corneille si trova una statua della Vergine alta 16 metri realizzata in acciaio dipinto di rosso. L'acciaio proviene dalla fusione di 213 cannoni russi conquistati in Crimea da Napoleone III
- la Vierge noire di Vézelay
- la Vierge noire di Tolosa, di cui resta solo una copia
- l'antica Notre-Dame de Bon-Espoir conservata nella chiesa di Nostra Signora a Digione, datata XI secolo
- la Vierge noire di Notre-Dame de Liesse-Notre-Dame (Aisne, Piccardia)
- la Vierge noire della basilica di Notre-Dame de la Délivrande à Douvres-la-Délivrande (Calvados)
- la Vierge noire della cattedrale di Laon (Aisne, Piccardia)
- la Vierge noire di Myans (Savoia)
- la Vierge noire di San Salvatore d'Aix, Aix-en-Provence
- la Vierge noire di San Vittore, Marsiglia
- la Vierge noire di Avioth, Valle-de-Meuse
- la Vierge noire di Le Havre (Senna Marittima), statua monumentale eretta dopo la guerra contro la Prussia presso l'abbazia di Graville

### Germania
- Nostra Signora di Altötting, Baviera
- Santa Maria nella via Kupfergasse Colonia (Germania), Renania Settentrionale-Vestfalia

### Irlanda
- Nostra Signora di Dublino

### Italia

#### Abruzzo
- Madonna Nera dell'Incoronata, chiesa dei Santi Pietro e Paolo, Pescasseroli;
- Santuario di Santa Maria di Monte Tranquillo a Pescasseroli;
- Madonna Nera (Madonna del Carmine), Montesilvano, chiesa di Santa Maria del Carmine.

#### Basilicata
- Madonna Nera del Sacro Monte di Viggiano (statua lignea del XIII secolo di origine bizantina);
- Madonna della Bruna, patrona di Matera; si trova nella cattedrale (statua, già riprodotta in un affresco del XII secolo; il nome deriva secondo alcuni da Hebron, dove ebbe luogo la Visitazione o dalla "bruna", la parte centrale della corazza che protegge gli organi vitali).

#### Calabria
- Madonna Nera dei Carbonari a Longobucco
- Madonna di Romania venerata nella cattedrale di Tropea, santa patrona della città
- Madonna della Sacra Lettera a Palmi
- Santuario Maria Santissima di Patmos a Rosarno (copia di statua originale distrutta da un incendio; secondo la tradizione l'originale sarebbe stata portata da Patmos per salvarla dai turchi iconoclasti)
- Madonna Nera di Capocolonna di Crotone, (icona attribuita a San Luca venerata nella cattedrale, copia nel santuario di Capocolonna);
- Maria Santissima dei Poveri, Basilica di Seminara. In questi ultimi secoli la Madonna Nera è diventata meta del pellegrinaggio di numerosissimi fedeli, che vi giungono a metà agosto per venerare la Madonna dei Poveri. Secondo la leggenda era la Madonna di san Basilio Magno. Furono questi ultimi a portarla a Tauriana, tuttavia abbandonata dai propri cittadini in seguito alle incursioni degli Arabi. Un lontano martedì o mercoledì Santo, un gruppo di seminaresi, sotto un mucchio di sassi ed erbacce, vide la statua, la quale si appesantì tanto da non poter essere trasportata: solo per i poveri divenne leggera e da essi si lasciò trasportare a Seminara.
- Madonna della Schiavonea, Corigliano Calabro, apparve nella notte del 23 agosto 1648 nelle vicinanze della Torre del Cupo ad Antonio Ruffo, detto "Antonaccio", che prestava servizio in quell'anno nella Marina di Corigliano.

#### Campania

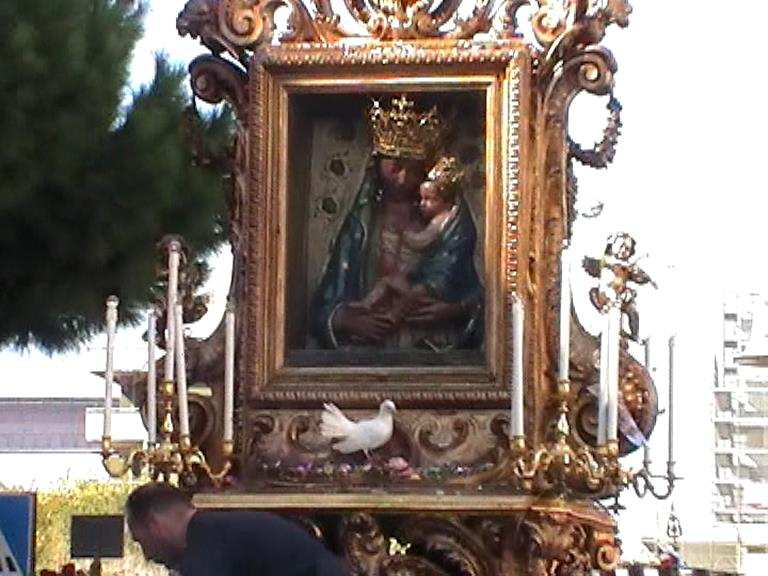
Madonna della Neve di Torre Annunziata

- Maria Santissima del Carmine Maggiore, detta "La Bruna", Basilica di Santa Maria del Carmine Maggiore, Napoli (icona proveniente dal Carmelo in Palestina);
- Madonna di Montevergine, detta Mamma Schiavona nel Santuario di Montevergine (la testa è un'antichissima icona, forse la stessa Madonna Odigitria di Costantinopoli, poi incastonata in un dipinto del XIII secolo);
- Maria Santissima, la Bruna, chiesa di Sant'Andrea Apostolo a Puccianiello, frazione di Caserta;
- Santa Maria Assunta a Positano;
- Madonna di Casaluce, venerata otto mesi al Santuario di Casaluce e quattro mesi nella chiesa dei Santi Filippo e Giacomo ad Aversa;
- Madonna del Latte a Lone frazione di Amalfi (era il pannello centrale di un trittico risalente al secolo XIV, oggi smembrato);
- Madonna delle Galline a Pagani;
- Maria Santissima di Carpignano frazione di Grottaminarda;
- Maria Santissima della Libera Moiano;
- Maria Santissima della Strada venerata nella chiesa di Santa Maria della strada a San Lorenzo Maggiore;
- Maria Santissima del Monte Sacro nel Santuario della Madonna del Monte Sacro di Novi Velia;
- Maria Santissima Della Neve, Basilica Ave Gratia Plena di Torre Annunziata.
- Maria Santissima della Pace, detta anche Zingarella, venerata nel Santuario dell'Annunziata a Giugliano in Campania

#### Emilia-Romagna
- Santuario della Madonna di San Luca, Bologna (icona bizantina del X-XI secolo, ridipinta nel XIII);
- la Madonna Nera di Carboniano, frazione di Gemmano (effigie del XVI secolo).

#### Friuli-Venezia Giulia
- Santuario della Beata Vergine di Castelmonte, Prepotto, presso Cividale.

#### Lazio
- Madonna del Conforto nella basilica di Santa Francesca Romana, anticamente detta "S. Maria Nova", Roma (icona del V secolo; copia speculare dell'Odighitria, inviata a Roma all'imperatore Valentiniano III)
- Madonna Salus populi romani, basilica di Santa Maria Maggiore, Roma (icona attribuita a San Luca);
- Madonna d'Aracoeli, basilica di Santa Maria in Ara Coeli sul Campidoglio, Roma (icona attribuita a San Luca del VI-XI secolo);
- Madonna della Clemenza, basilica di Santa Maria in Trastevere, Roma;
- Santa Maria in Cosmedin, Roma (icona attribuita a San Luca);
- Basilica di Santa Maria del Popolo, Roma (icona attribuita a San Luca);
- San Salvatore in Lauro, Roma, Santuario della Madonna di Loreto in Roma dal 1600 (presso l’altare maggiore una delle poche copie seicentesche della statua della Madonna che era venerata nel Santuario di Loreto, purtroppo distrutta durante un devastante incendio nel 1921);
- Madonna di Lidda (l'odierna Lod in Israele), Monastero di "Santa Maria del Rosario e della Febbre" a Monte Mario, Roma, (icona attribuita a San Luca, collocata anticamente nella chiesa di Santa Maria in Tempulo, poi sino al 1930 nella chiesa dei Santi Domenico e Sisto);
- Madonna di Loreto, chiesa di Santa Maria di Loreto, Roma;
- Santa Maria di Monserrato, chiesa omonima, Roma;
- Santa Maria di Farfa, abbazia di Farfa, icona attribuita a san Luca, sarebbe stata portata in Italia da san Tommaso di Morienna nel VII secolo; ridotta in frammenti;
- Maria Santissima di Valverde a Tarquinia;
- Madonna Nera della Civita di Itri;
- Maria Santissima di Canneto "Santuario di Canneto" in località Settefrati;
- Madonna Nera della Chiesa Santa Lucia Vergine Maria a Fontechiari;

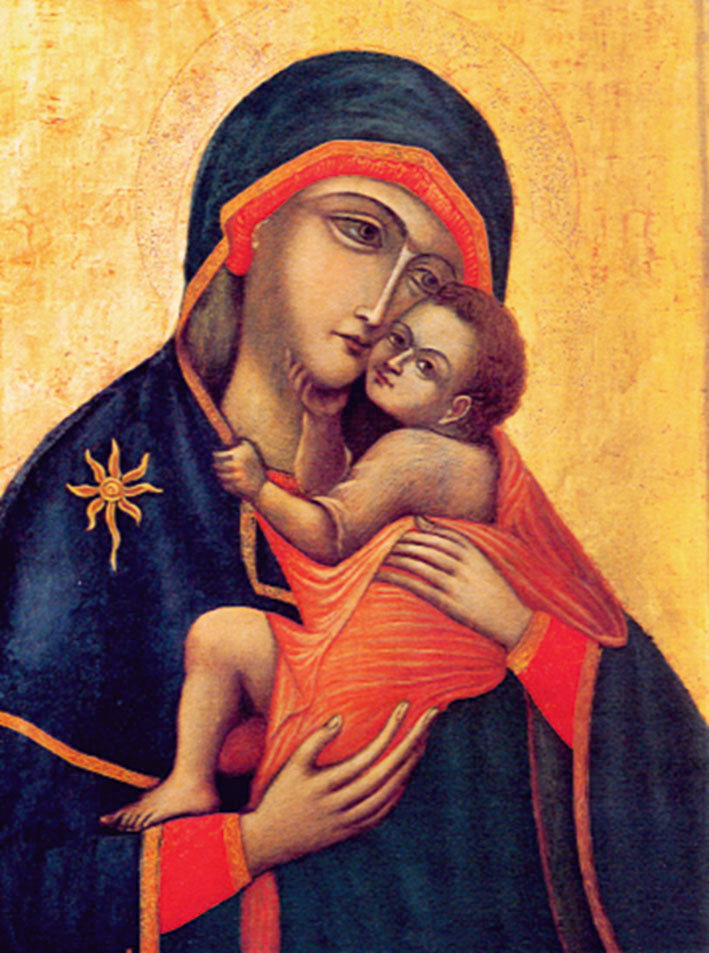
"La Bruna" del Carmine Maggiore (Napoli).

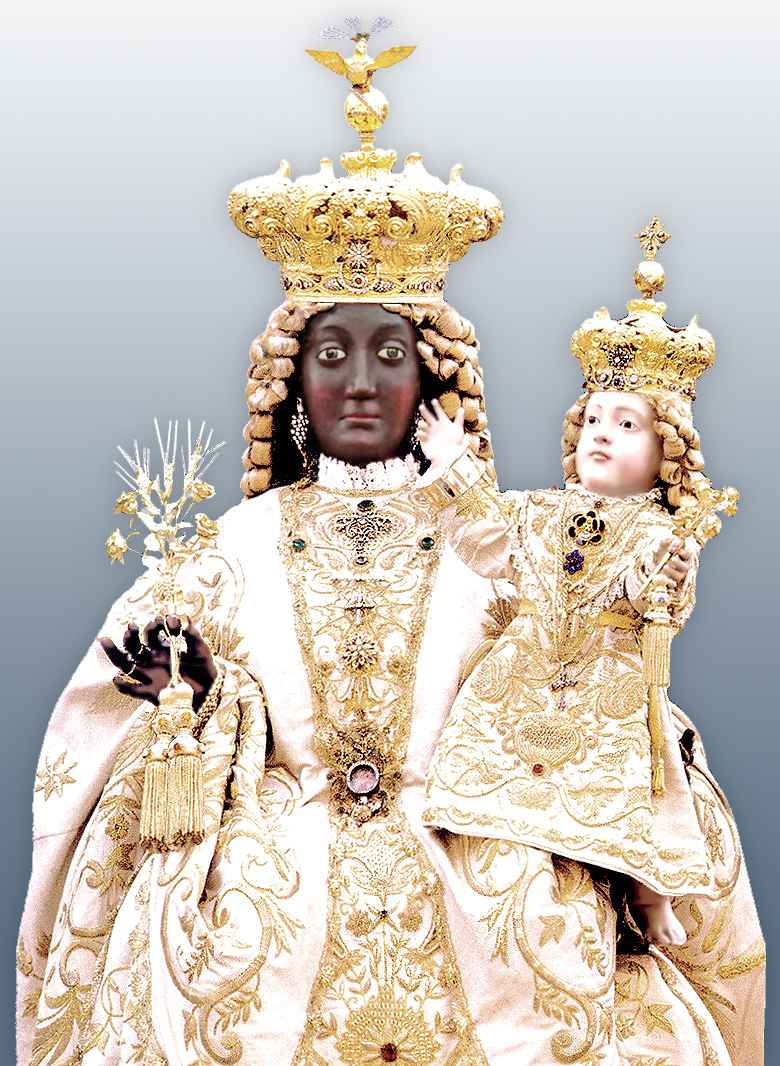
Statua della Madonna del Soccorso (San Severo).

#### Liguria
- Nostra Signora delle Grazie a Sori;
- Santuario di Nostra Signora di Reggio, Vernazza.
- Nostra Signora di Loreto, Frassineto, Valbrevenna (GE).

#### Lombardia
- Sacro Monte di Varese (statua; il primo culto nel sito risalirebbe a Sant'Ambrogio, che secondo una leggenda potrebbe aver donato la prima statua)
- Madonna Nera di Rogaro, frazione di Tremezzo, La statua sarebbe stata trafugata dalla Basilica di Einsiedeln nel 1517 per sottrarla ai protestanti dalla famiglia Achler stabilitasi a Rogaro;
- Madonna di Loreto, santuario di Lanzo d'Intelvi;
- Madonna Nera, chiesa di Fiumelatte frazione di Varenna (Lc) - particolare il bambino ha carnagione chiara
- Madonna di Loreto a Chiavenna;
- Statua della Madonna Nera nella chiesa di Santa Maria Stella a Crema;
- Madonna di Loreto, santuario della Santa Casa a Tresivio;
- Statua lignea della Madonna del Rosario nella chiesa di Santa Marie delle Grazie a Varigione presso Lecco.
- Madonna di Loreto, santuario della Santa Casa di Cavona (Cuveglio-Varese)

#### Marche
- Santuario della Santa Casa di Loreto (la statua è copia dell'originale, distrutta da un incendio nel 1921)
- Beata Vergine della Tempesta, Tolentino;

#### Piemonte
- Santuario di Oropa (la statua attuale è della prima metà del Trecento, ma il culto è più antico)
- Sacro Monte di Santa Maria Assunta di Serralunga di Crea (statua restaurata cancellando il colore nero originario; la statua è del XIII secolo, ma il culto è più antico)
- Santuario di Nostra Signora di Loreto sul Sacro Monte di Graglia,
- Nostra Signora di Loreto a Forno Alpi Graie, presso Groscavallo;
- Madonna Nera di Rivoli;
- Madonna del Santuario di Santa Maria Stella a Trana;
- Santa Maria di Celle o Nostra Signora di Celle a Trofarello;
- Santa Maria del Becetto, presso Sampeyre;
- Madonna del Sasso di Finero a Malesco;
- Madonna Nera d'Oropa, presso il Santuario omonimo di Migiandone (comune di Ornavasso);
- Madonna della Neve, presso il Santuario all'Alpe di Mera a Scopello.

#### Puglia
- Maria Santissima di Sovereto a Terlizzi;
- Madonna della Fonte, Basilica Cattedrale di Conversano (icona bizantina);
- Madonna della Madia, Cattedrale di Monopoli (icona bizantina);
- Beata Vergine Maria del Soccorso, Santuario del Soccorso a San Severo;
- Maria Santissima Incoronata, venerata nel Santuario della Madonna Incoronata a Foggia;
- Maria Santissima di Carpignano Salentino;
- Santa Maria di Costantinopoli, Basilica Cattedrale di Bari (attribuita a San Luca);
- Maria Santissima di Siponto, Cattedrale di San Lorenzo, Manfredonia (della Vergine si venerano un'icona e una statua lignea; quest'ultima è detta anche Sipontina o Madonna dagli occhi sbarrati)[2];
- Maria Madre di Dio venerata nell'Abbazia di Santa Maria di Pulsano vicino a Monte Sant'Angelo;
- Beata Vergine dell'Incoronata, venerata nella chiesa di Sant'Agostino, a Trani;
- Santa Maria Patrona di Lucera a Lucera;

#### Sardegna
- Santuario di Nostra Signora di Bonaria, Cagliari (statua catalana in legno di carrubo);
- Madonna di Montserrat, Chiesa di Santa Maria di Betlem, Sassari statua lignea trecentesca copia dell'originale venerata nel Monastero di Montserrat in Catalogna;
- Oliena: Madonna di Montserrat: santuario dedicato alla Madonna nera di Montserrat o Mùsserrata;
- Nostra Signora di Sant'Eusebio, Cattedrale di Santa Maria a Cagliari (Statua in cedro del Libano alta 155 cm);
- Madonna dello Schiavo di Carloforte, piccola statua, forse polena di un veliero;
- Beata Maria Vergine SS. d'Oropa, Pau;
- Chiesa della Madonna del Soccorso a Posada, la Madonna e il Bambino sono di colore scuro.

#### Sicilia
- Madonna Nera del Tindari (Theotókos Odigitria e basilissa), presso il Santuario di Tindari, frazione del comune di Patti (statua in cedro del Libano dell'VIII secolo, orientale-bizantina, forse della Siria, recante la scritta "Nigra Sum Sed Formosa", del Cantico dei Cantici);

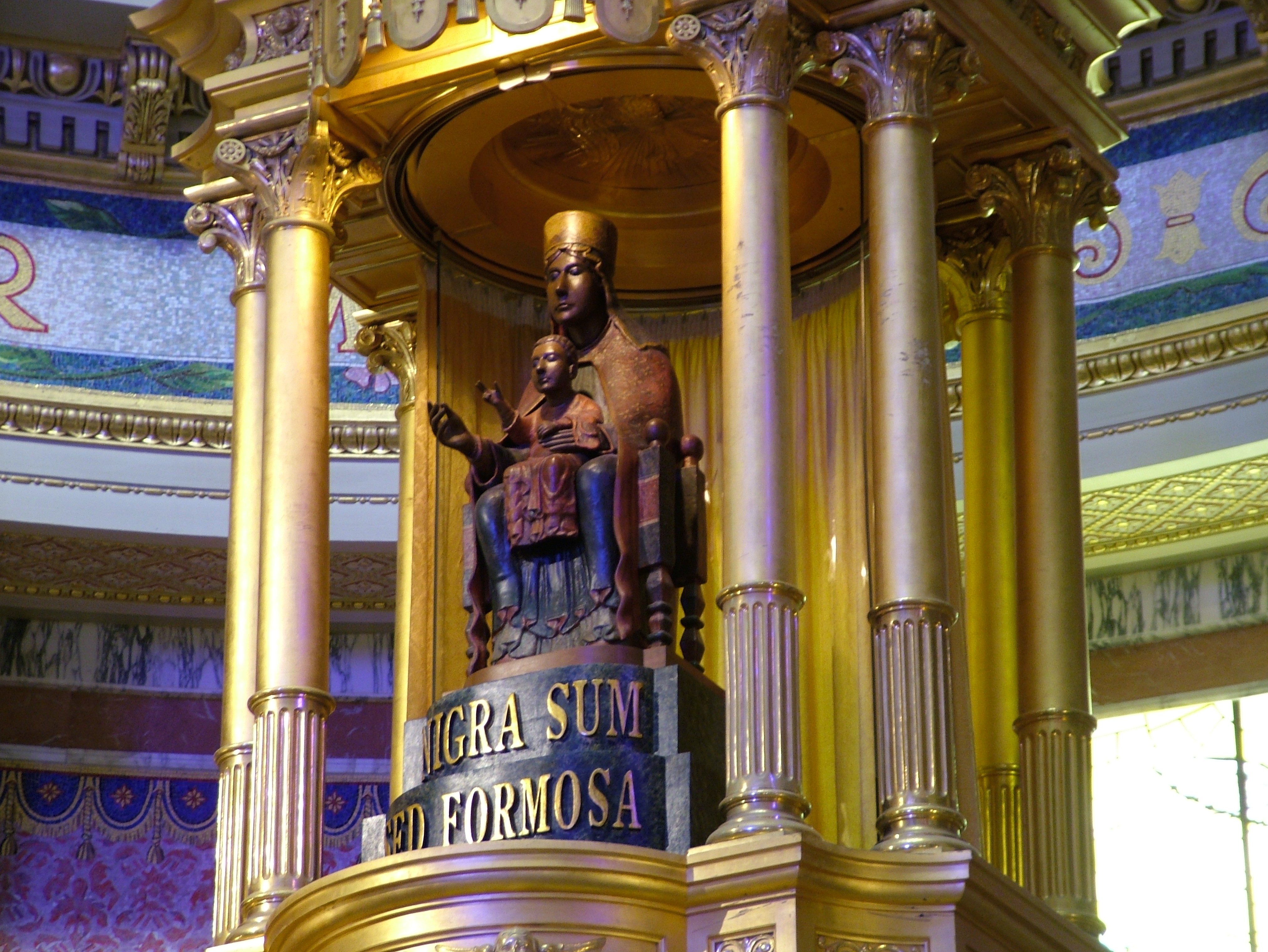
Statua della Madonna di Tindari

- Santa Maria dell'Alto Paternò, grande pittura su tavola, in stile bizantino del 1300 circa, conservata nell'omonima chiesa matrice collegiata di origine normanna, edificata dal gran conte Ruggero;
- Santuario di Santa Maria di Montalto, Messina, (quadro orientale donato nell'anno 1300);
- Santuario di Santa Maria la Strada a Giarre (dedicato alla vergine Odighitria da Ruggero I di Sicilia);
- Santuario di Santa Maria di Vena a Vena, frazione di Piedimonte Etneo, (culto, pare, del VI secolo, tavola di cedro del Libano con odighitria dipinta nel XIII secolo da artista locale);
- Maria Santissima delle Vittorie nel duomo di Piazza Armerina (vessillo di seta dipinto, attribuito a san Luca, dono del papa Niccolò II);
- Madonna del Pileri nella basilica di Santa Maria a Randazzo (affresco bizantineggiante del X secolo);
- Vergine Santissima del Soccorso, Madonna dei Miracoli, nella chiesa di Sant'Agostino a Caltabellotta, (Madonna bruna con Cristo nero, statua in legno di fico del 1546);
- Santuario della Madonna di Custonaci, tavola di scuola forse fiamminga, dono di una nave francese scampata a una tempesta, incoronata nel 1752);
- Maria Santissima Lauretana ad Altavilla Milicia (Maestà di artista toscano della seconda metà del XIV secolo: Madonna con bambino in trono di tre quarti con San Francesco e committente, restaurato nel 1990);
- La Madonna di Loreto è venerata nell'omonimo santuario suburbano di Acireale
- La Madonna di Loreto è venerata a Vallelunga Pratameno

#### Toscana
- "Santa Maria Nera" nella Chiesa di Santa Maria Corteorlandini a Lucca,
- Santuario della Madonna di Monserrato a Fosso di Riale, frazione di Porto Azzurro (costruito nel 1606 dal governatore spagnolo);
- Chiesa di San Sebastiano a Livorno (riproduzione della Madonna di Loreto);
- Chiesa di San Francesco a Pisa.

#### Trentino-Alto Adige
- Madonna di Loreto, Chiesetta di Loreto, (Strigno) (pregevole copia della statua e della Casa Santa di Loreto del 1645)
- Madonna di Loreto, Chiesetta di Loreto, (Lavis)
- Maria Saalen, San Lorenzo di Sebato, Chiesetta costruita nel 1652), classico esempio della vasta diffusione del culto della Madonna di Loreto
- Cappella di Loreto (Loretokapelle), Chiusa, costruita nel 1702-03 su volere della regina spagnola Maria Anna
- Cappella (Madonna di Einsiedeln), all'interno del Palazzo Plawenn, Silandro (oggi municipio) ca. 1700

#### Umbria
- "Chiesa della Buona Morte" (ovvero delle Sacre Stimmate di San Francesco) a Cannara (al suo interno è conservato l'esemplare che sostituì nella Santa Casa di Loreto la statua originale durante il periodo di deportazione in Francia da parte delle truppe napoleoniche)

#### Veneto
- Madonna della Salute, Basilica di Santa Maria della Salute, Venezia (icona bizantina, portata da Creta nel 1670)
- Beata Vergine Nicopeja, Basilica di San Marco a Venezia;
- Santuario della Madonna Nera di Pralongo, frazione di Monastier di Treviso; (statua annerita da un incendio, proveniente dalla Basilica della Madonna dei Miracoli di Motta di Livenza;
- Madonna Mora, Basilica di Sant'Antonio da Padova, Padova;
- Beata Vergine del Pilastrello, Santuario della Beata Vergine del Pilastrello, Lendinara;
- Madonna Nera, presso l'omonimo oratorio[3] a Portegrandi, Quarto d'Altino.

### Kosovo
- Madonna Nera di Letnice

### Lituania
- Effigie della Vergine Maria Madre della Misericordia, nella cappella della Porta dell'Aurora, a Vilnius

### Lussemburgo
- Madonna Nera di Esch-sur-Sûre

### Malta
- Madonna Nera di Ħamrun

### Messico
- Nostra Signora di Guadalupe

### Polonia
- Madonna Nera di Częstochowa

### Russia
- Theotokos di san Teodoro
- Madonna di Kazan'

### Spagna
- Virgen de Atocha, Madrid

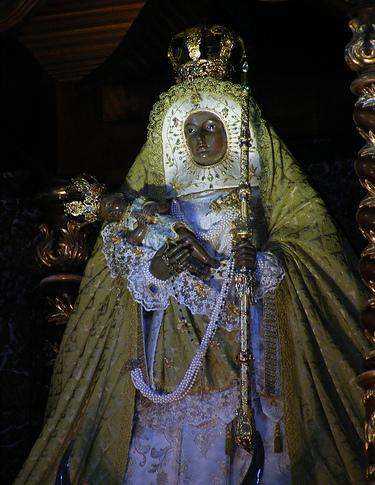
Madonna della Candelaria (Tenerife, Isole Canarie)

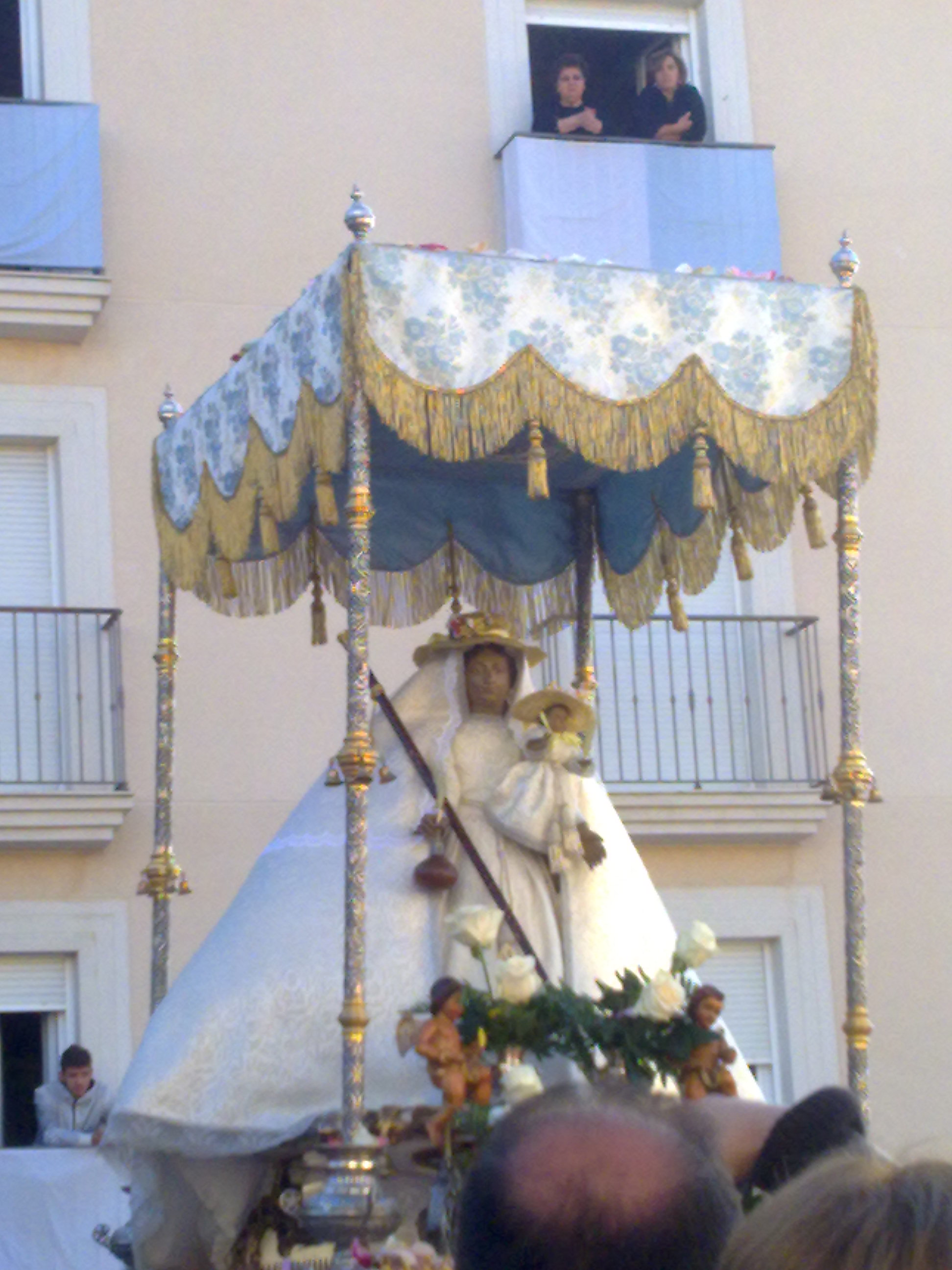
Nostra Signora di Argeme

- Virgen de la Candelaria (Madonna della Candelaria), Tenerife (Isole Canarie).
- Virgen de Guadelupe, nel monastero di Santa María a Guadelupe di Cáceres (Estremadura).
- Mare de Déu de Montserrat, nel Monastero di Montserrat in Catalogna, venerata anche ad Alghero, a Borgo San Dalmazzo (Cuneo),  a Buenos Aires (Argentina), nell'omonima isola antillana, a Lima (Perù), a Santos (Brasile), a Bogotà (Colombia) e a Hormigueros (Porto Rico), nonché alla chiesa romana di Monserrato presso la via omonima.
- Virgen de la Peña de Francia, Salamanca
- Virgen de Regla, Chipiona (Andalusia)
- Nuestra Señora de Argeme, Coria, Cáceres
- Virgen de la Cabeza, Santuario de Nuestra Señora a Andújar (Andalusia). Immagine distrutta dai repubblicani nel 1937
- Virgen de la Encina, Ponferrada (Castiglia e León)
- Nuestra Señora de la Merced (Nostra Signora della Mercede), Jerez de la Frontera (Andalusia)
- Virgen de los milagros, El Puerto de Santa María (Andalusia)
- Madonna del santuario di Torreciudad, Secastilla (Aragona)
- Virgen de Lluc, Santuario di Lluc, a Escorca (Maiorca)

### Stati Uniti
- Santuario della Madonna Nera, Missouri
- Santuario di Nostra Signora di Częstochowa, Pennsylvania

### Svizzera
- Nostra Signora degli Eremiti, abbazia benedettina di Einsiedeln (statua in legno ca. 1466), culto replicato anche nella chiesa di St. Marien sull'Isola di Mainau, nel Lago di Costanza, e nella parrocchiale di Lantsch/Lenz;
- La Donna della Verità, nella Cappella Nera di Ascona, Canton Ticino (opera in ceramica del XVI? secolo)
- Santuario di Santa Maria di Loreto a Lugano, Chiesa di Santa Maria di Loreto (Loreto)
- Santa Maria Loretana, Sonogno
- Uetikon am See (ZH), chiesa San Francesco di Assisi

### Trinidad e Tobago
- La Divina Pastora, Siparia

### Turchia
- Monastero di Sumela